# Jardins do Palácio de Cristal
Os Jardins do Palácio de Cristal são um aprazível espaço verde localizado na freguesia de Massarelos, na cidade do Porto, Portugal, a partir do qual se desfrutam deslumbrantes panorâmicas do rio Douro e do mar.

## História
Estes jardins românticos foram projectados na década de 1860 pelo paisagista alemão Émile David, para envolver o então Palácio de Cristal, substituído pelo Pavilhão Rosa Mota na década de 1950.

## Descrição
Os Jardins do Palácio de Cristal incluem o chamado Jardim Emílio David que possui belos exemplares de rododendros, camélias, araucárias, ginkgos e faias, para além de fontes e estátuas alegóricas às estações do ano.
A Avenida das Tílias constitui o eixo mais marcante deste parque e está ladeada pela Biblioteca Municipal Almeida Garrett (onde se situa a Galeria do Palácio), pela Concha Acústica e pela Capela de Carlos Alberto da Sardenha (edificada em 1849 pela princesa de Montléart). Perto situam-se um restaurante e uma esplanada com vista para o lago. Nesta avenida e noutros locais encontram-se estratégicos miradouros que proporcionam vistas panorâmicas do rio Douro e da cidade. É ao fundo desta avenida que encontramos a capela que a princesa de Montléart mandou erguer em homenagem ao seu irmão, o Rei Carlos Alberto.
Os jardins temáticos estão também representados, nomeadamente pelo Jardim das Plantas Aromáticas, o Jardim das Medicinais, o Jardim das Cidades Geminadas (inaugurado em 2009) e ainda o Jardim dos Sentimentos (inaugurado em 2007), onde se encontra a estátua Dor de Teixeira Lopes. Outros espaços aprazíveis são o Bosque, a Avenida dos Castanheiros-da-Índia e o Jardim do Roseiral que está enriquecido com significativos elementos do património artístico da cidade. Nas proximidades surgem sete magníficos exemplares de palmeiras da Califórnia.
Contíguos aos Jardins do Palácio de Cristal estão o Museu Romântico e o Solar do Vinho do Porto, ambos na Quinta da Macieirinha. Muito próximo encontra-se, também, a Quinta Tait, com jardins recheados de colecções de rosas, camélias, brincos-de-princesa e um majestoso Liriodendrum tulipifera que circundam a Casa Tait.

## Destruição do lago
A 23 de Junho de 2009, foi aprovado um plano de reconversão do Pavilhão Rosa Mota que previa a construção de um novo edifício para congressos empresariais na zona onde se situa o lago. Esta obra foi alvo de contestação, tendo-se formado um Movimento de Defesa dos Jardins do Palácio.

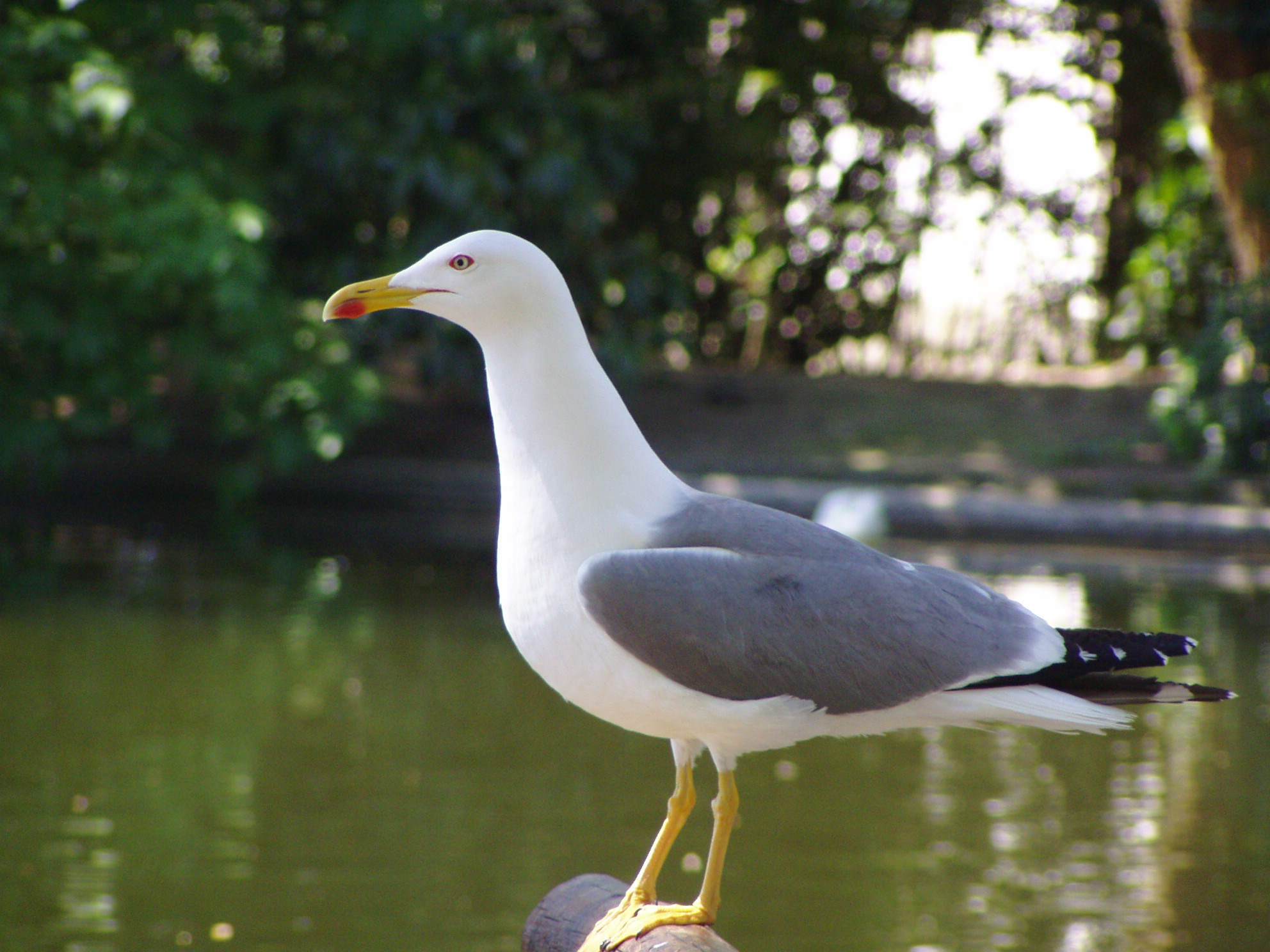
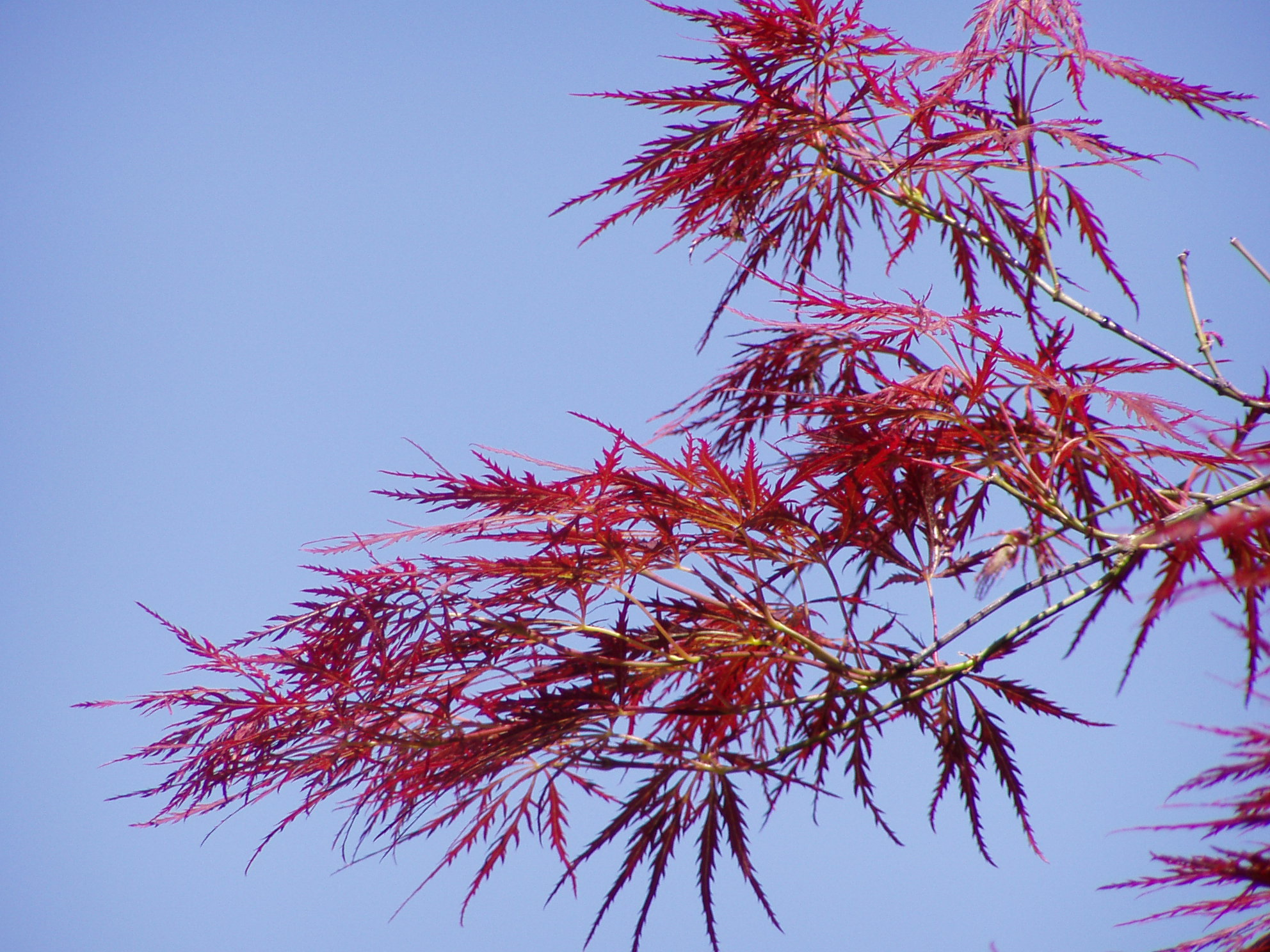
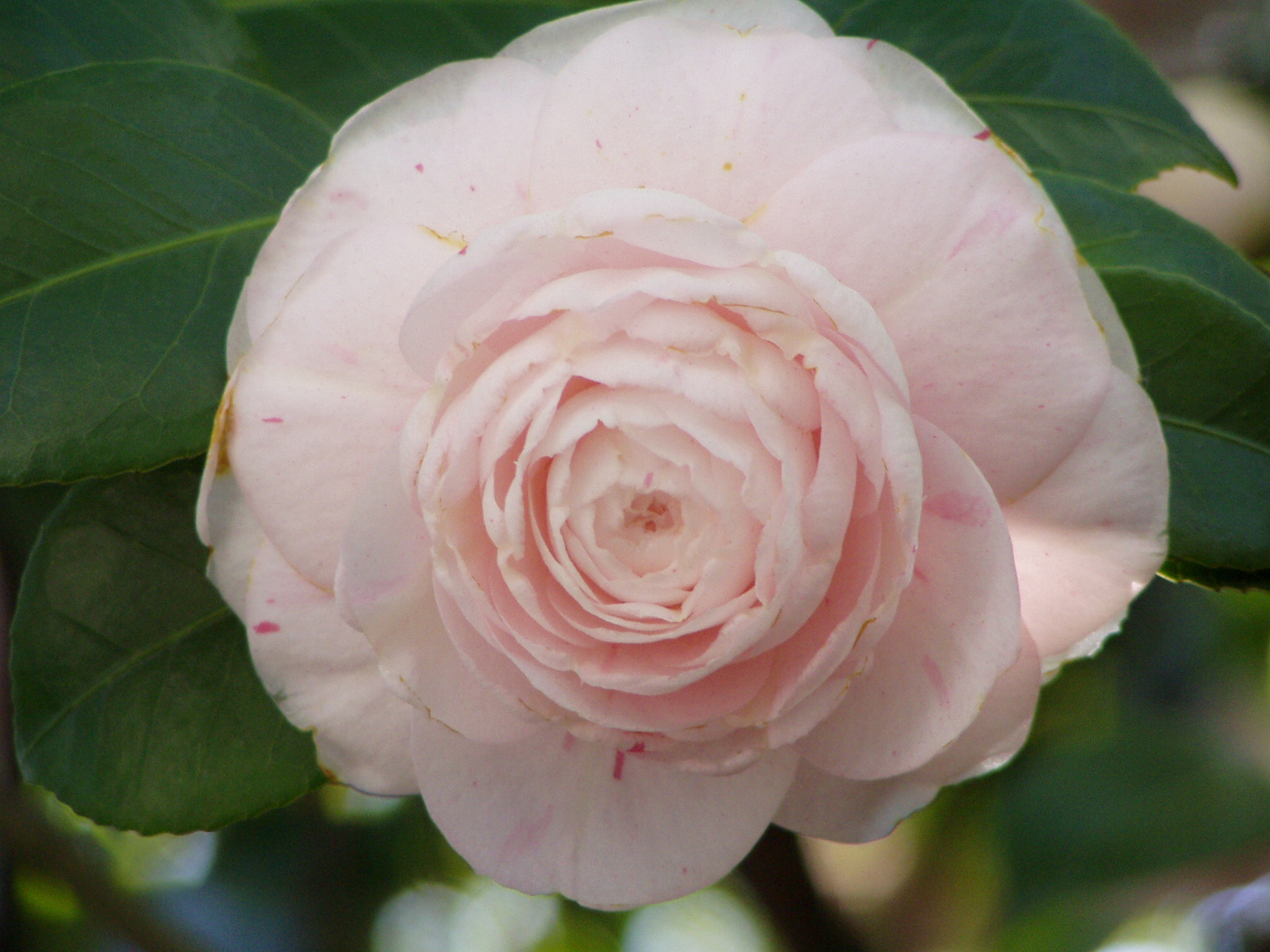
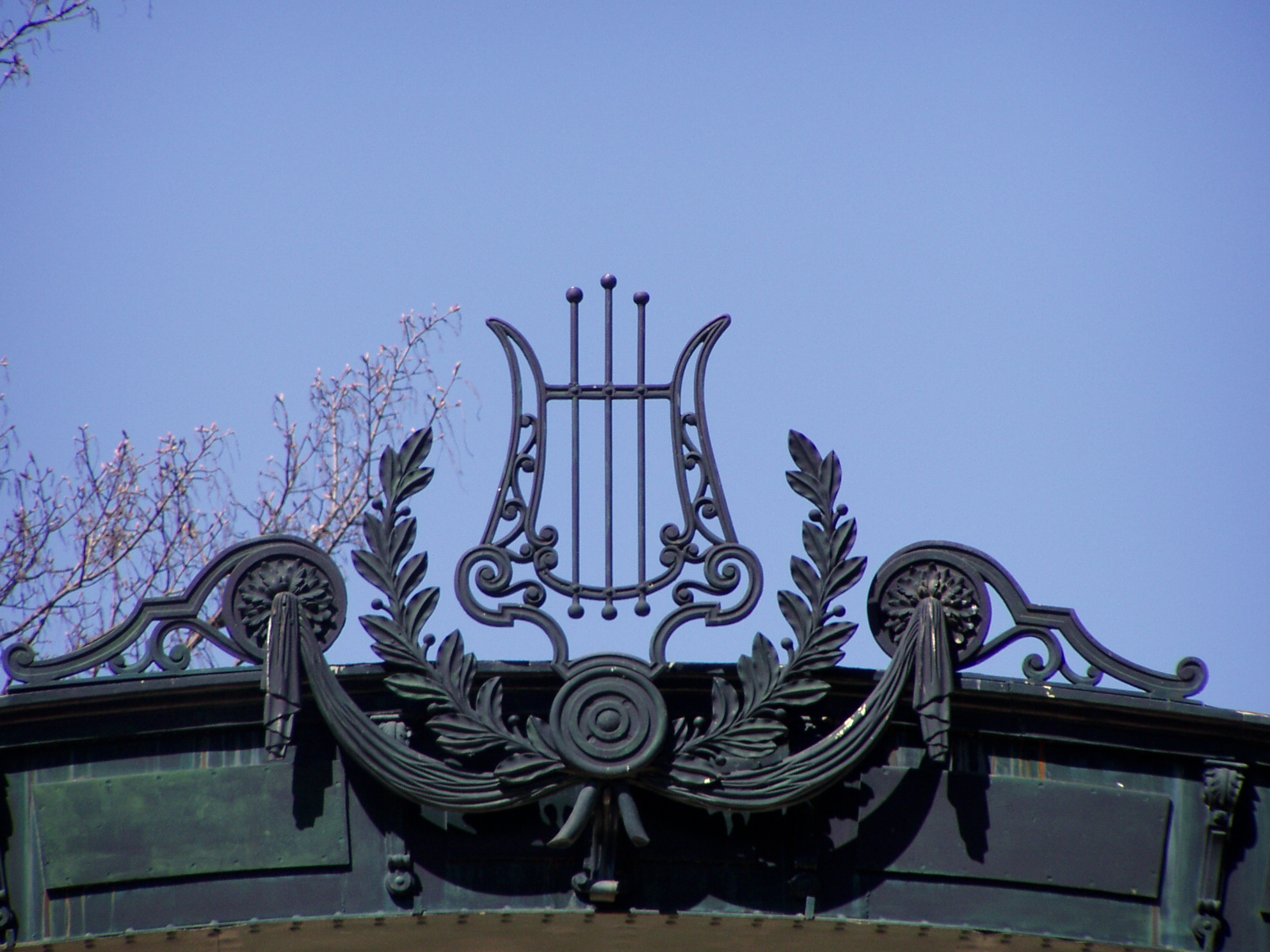
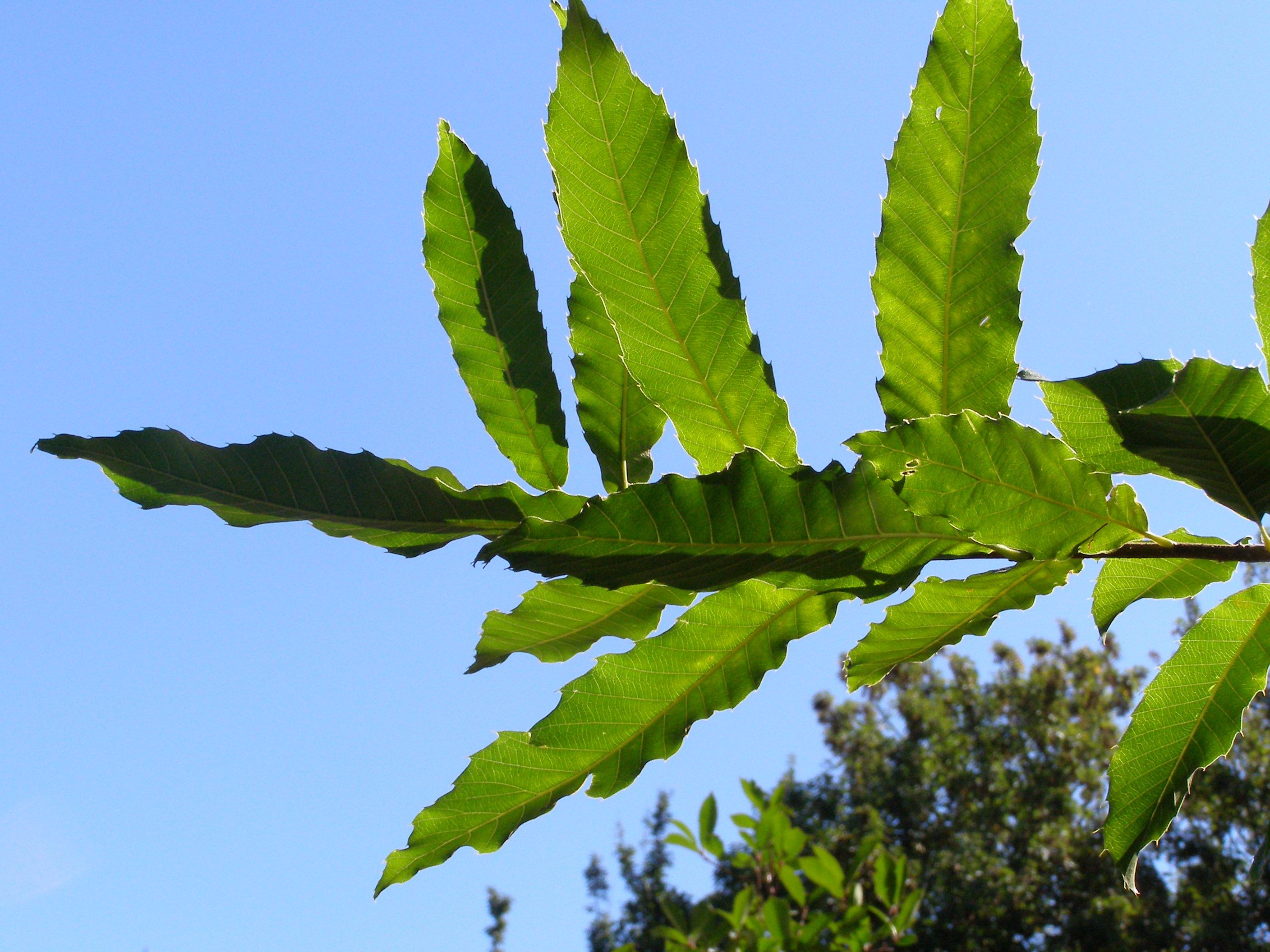

Em 2013 o plano foi abandonado.